# Apateta
Apateta là một chi bướm đêm thuộc phân họ Tortricinae của họ Tortricidae.

## Các loài
- Apateta cryphia Turner, 1926